# Westland Lysander
Westland Lysander byl britský jednomotorový letoun pro spolupráci s armádou, který byl používaný v době druhé světové války. Jednalo se o stroj, který měl zajišťovat taktickou pozorovací činnost, řízení dělostřelecké palby, spojení, kladení umělé dýmové clony, shazování zásobovacích kontejnerů a podle potřeby napadání nepřítele rušivou palbou a svrhováním lehkých pum. Jméno dostal podle spartského vojevůdce Lýsandra.

## Vývoj
Roku 1934 vydalo britské ministerstvo letectví specifikace A.39/34 na letoun, který bude sloužit pro podporu činnosti pozemního vojska. Soutěž vyhrál typ Westland P.8 díky své hornoplošné konstrukci, která neomezovala výhled pilota. V září roku 1936 bylo objednáno 144 kusů, 15. června 1936 byl na letišti v Yeovilu zalétán prototyp, který byl následně testován v Aeroplane and Armament Experimental Establishment v Martlesham Heath. Pohon zajišťoval hvězdicový motor Bristol Mercury IX o výkonu 615,2 kW.
Letouny byly postupně modernizovány, dostaly nový silnější motor. U pilotů byly letouny oblíbené, stroje byly velmi obratné a dala se s nimi dělat doslova akrobacie. Westland postavil celkem 1447 strojů, 225 exemplářů dodala v licenci kanadská společnost National Steel Car v Maltonu. 56 strojů vyrobených v Británii bylo pro RCAF upraveno na verzi Lysander Mk.IIITT pro vlek cvičných terčů.

## Konstrukce
Westland Lysander byl zkonstruován jako dvoumístný jednomotorový hornoplošník s pevným (nezatahovacím) podvozkem. Stroje určené pro noční mise mohly transportovat i více osob, dokonce až čtyři nepočítaje pilota.
Atypické křídlo mělo mírně negativní šípovitost a po celém rozpětí štěrbinové klapky a na náběžné hraně automatické sloty. Díky tomu bylo možno zvyšovat vztlak i při nízkých rychlostech a vzlétávat na velmi krátkých dráhách. Hlavníní podvozková kola měla rozměrné aerodynamické kryty s přistávacími světlomety. Křídlo bylo podpíráno dvěma vzpěrami ve tvaru písmene V se závěsníky pro menší výzbroj či kontejnery pro přepravu materiálu.

První verze měly na spodní části trupu namontován výklopný hák pro sběr pouzder se zprávami přímo ze země, ten byl později nahrazen závěsníkem na velký přepravní kontejner (letouny, které prováděly speciální operace na území nepřítele zde často nesly přídavnou palivovou nádrž).

Třílistá kovová vrtule byla stavitelná. Pohonnou jednotku tvořily různé motory: Bristol Mercury XII, XXX, Bristol Perseus a Bristol Proteus. Instalací motoru Bristol Pegasus vzniklo 442 kusů verze Lysander Mk.II, jejíž produkce běžela od 67. sériového kusu souběžně s první variantou Mk.I. Následovala výroba 367 letounů Lysander Mk.III s motorem Bristol Mercury XX a 347 strojů Lysander Mk.IIIA se změněnou obrannou výzbrojí.

## Bojové použití

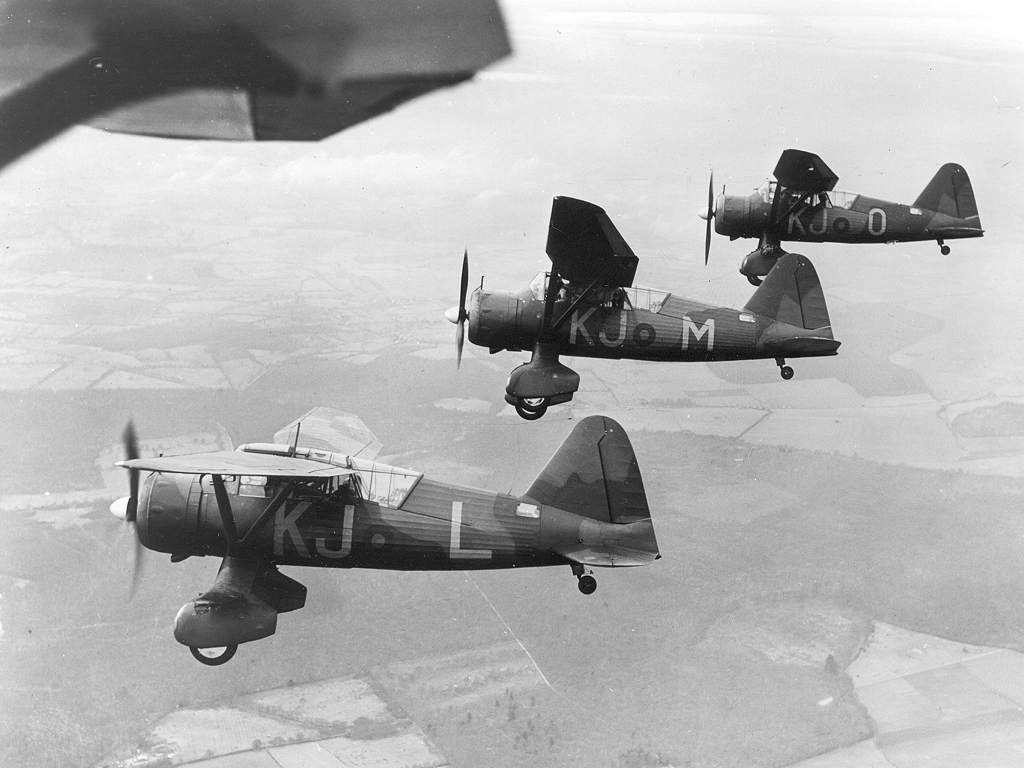
Trojice Lysanderů v letu

K první bojové peruti přišly sériové stroje Lysander Mk.I v červnu 1938. Do začátku války bylo Lysandery vyzbrojeno osm perutí RAF, z nichž jedna byla dislokována v Egyptě a jedna v Palestině.
V září 1939 byly perutě č. 2, 4, 13 a 26 odeslány do Francie.
Lysandery utrpěly roku 1940 ve Francii velké ztráty a ukázalo se, že jsou zcela neužitečné pro bojové akce. 60 Lysanderů sestřelili piloti Luftwaffe, dalších 30 bylo zničeno na zemi. Proto byly staženy z první linie a byly dále používány k hlídkování nad britským pobřežím proti očekávané německé invazi. Dále sloužily jako záchranné stroje, které byly používány k shazování nafukovacích člunů pro piloty RAF sestřelenými nad kanálem La Manche. Letouny byly dodány do Irska (6 kusů), Egypta (20 kusů), Turecka (36 kusů), Ilmavoimat (13 strojů) a Portugalska (8 letounů). 25 Lysanderů obdržela vojska Svobodných Francouzů a polské zahraniční jednotky, tři zkoušeli Američané.
Velké uplatnění našly v rámci nočních speciálních operací v provedení Lysander Mk.III(SD) jako zásobovací stroje pro protiněmecký odboj na evropském kontinentě a pro přepravu agentů Special Operations Executive či jiných osob (např. zachráněných pilotů). V Británii byla touto verzí vyzbrojena 138. a 161. peruť, k obdobným úkolům však byly využívány i ve Středomoří 148. perutí a na Dálném východě 357. perutí.

## Uživatelé
- Indie
  - Royal Indian Air Force
- Egyptské království
  - Egyptské královské letectvo
- Finsko
  - Finské letectvo
- Francie

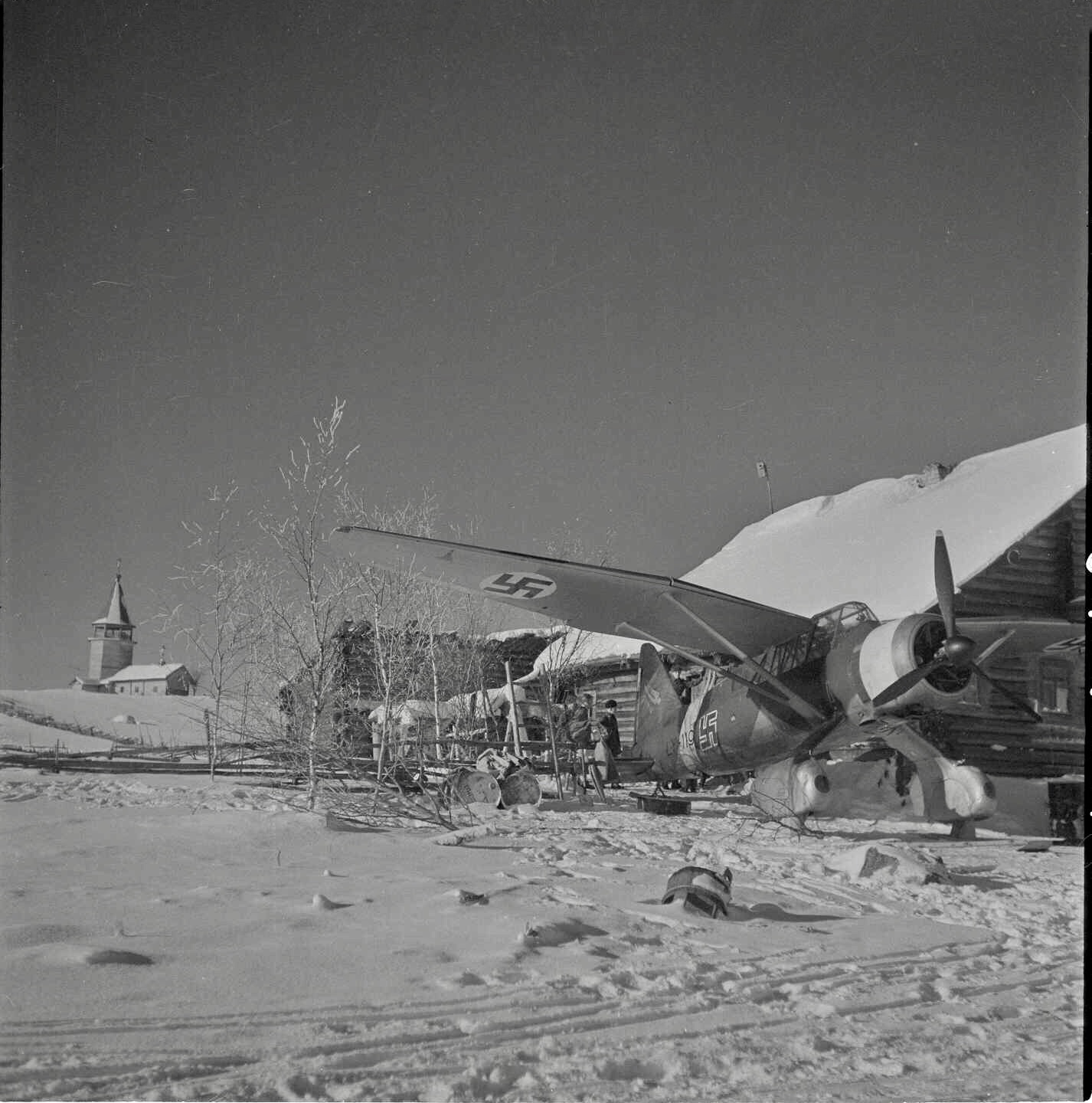
Finský Westland Lysander

  - Armée de l'Air (v roce 1939 zakoupila 1 kus)
  - Forces aériennes françaises libres
- Irský svobodný stát
  - Irský letecký sbor
- Jihoafrická unie
  - South African Air Force
- Kanada
  - Royal Canadian Air Force
- Polsko
  - Polské exilové vzdušné síly
- Portugalsko
  - Portugalské armádní letectvo
- Turecko
  - Turecké letectvo
- Spojené království
  - Royal Air Force
- Spojené státy americké
  - United States Army Air Forces
    - Osmá letecká armáda užívala v letech 1942-1945 25 kusů vlečných Lysanderů TT Mk.IIIA

## Specifikace

### Technické údaje
- Osádka: 1–2
- Rozpětí: 15,24 m
- Délka: 9,30 m
- Výška: 3,54 m
- Nosná plocha: 24,18 m²

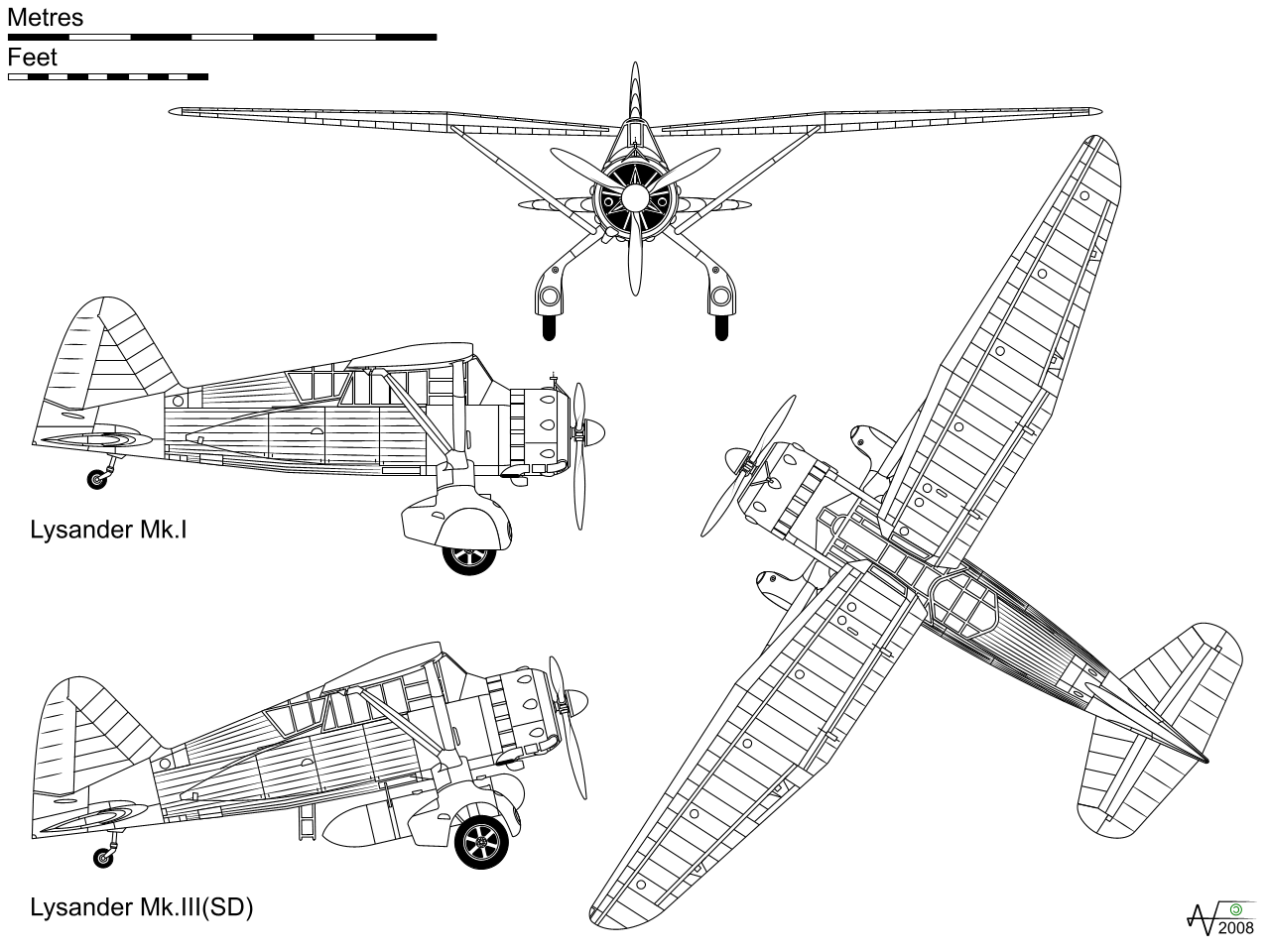
Třípohledový nákres Westlandu Lysander

- Hmotnost prázdného letounu: 1844 kg
- Vzletová hmotnost: 3405 kg
- Pohonná jednotka: 1 × vzduchem chlazený přeplňovaný hvězdicový devítiválec Bristol Mercury XX
  - Výkon pohonné jednotky: 870 hp (640 kW)

### Výkony
- Maximální rychlost: 360 km/h
- Cestovní rychlost: 240 km/h
- Dostup: 7920 m
- Stoupavost: 8,4 m/s
- Dolet: 970 km

### Výzbroj
- 2 × kulomet Browning ráže 7,69 mm
- 1 × dvojkulomet Lewis ráže 7,69 mm
- 16 × puma o hmotnosti 10 kg